# Dziewczyny z bandy
Dziewczyny z bandy (fr. Bande de filles) – francuski niezależny dramat filmowy z 2014 roku w reżyserii i według scenariusza Céline Sciammy. Zdjęcia kręcono w Paryżu i podparyskim Bagnolet (departament Sekwana-Saint-Denis).
W roli głównej wystąpiła debiutująca na ekranie Karidja Touré, która wcieliła się w dorastającą Marieme, mieszkającą w nieciekawej okolicy na przedmieściach Paryża. Film przedstawia problemy i wyzwania jakie stawiają koncepcje rasy, płci i klasy społecznej.

## Premiera i dystrybucja
Światowa premiera filmu miała miejsce 15 maja 2014 roku podczas 67. MFF w Cannes, w ramach którego obraz brał udział w sekcji „Quinzaine des Réalisateurs”. Następnie film prezentowany był na międzynarodowych festiwal filmowych m.in. w Wenecji, Toronto, San Sebastián i Londynie.
Polska premiera filmu odbyła się 11 października 2014 roku w ramach 30. Warszawskiego Międzynarodowego Festiwalu Filmowego, gdzie prezentowano go w sekcji „Odkrycia”.

## Obsada
- Karidja Touré jako Marieme / "Vic"
- Assa Sylla jako Lady
- Lindsay Karamoh jako Adiatou
- Mariétou Touré jako Fily
- Idrissa Diabaté jako Ismaël
- Simina Soumare jako Bébé
- Cyril Mendy jako Djibril
- Djibril Gueye jako Abou
- Binta Diop jako Asma
- Chance N'Guessan jako Mini
- Rabah Nait Oufella jako Kader
- Damien Chapelle jako Cédric

i inni

## Nagrody i nominacje
67. MFF w Cannes
- nominacja: Queerowa Palma − Céline Sciamma

40. ceremonia wręczenia Cezarów
- nominacja: najlepsza reżyseria − Céline Sciamma
- nominacja: nadzieja kina (aktorka) − Karidja Touré
- nominacja: najlepsza muzyka − Jean-Baptiste de Laubier
- nominacja: najlepszy dźwięk − Pierre André i Daniel Sobrino

31. ceremonia wręczenia Independent Spirit Awards
- nominacja: najlepszy film zagraniczny (Francja) − Céline Sciamma